# Uva Itália

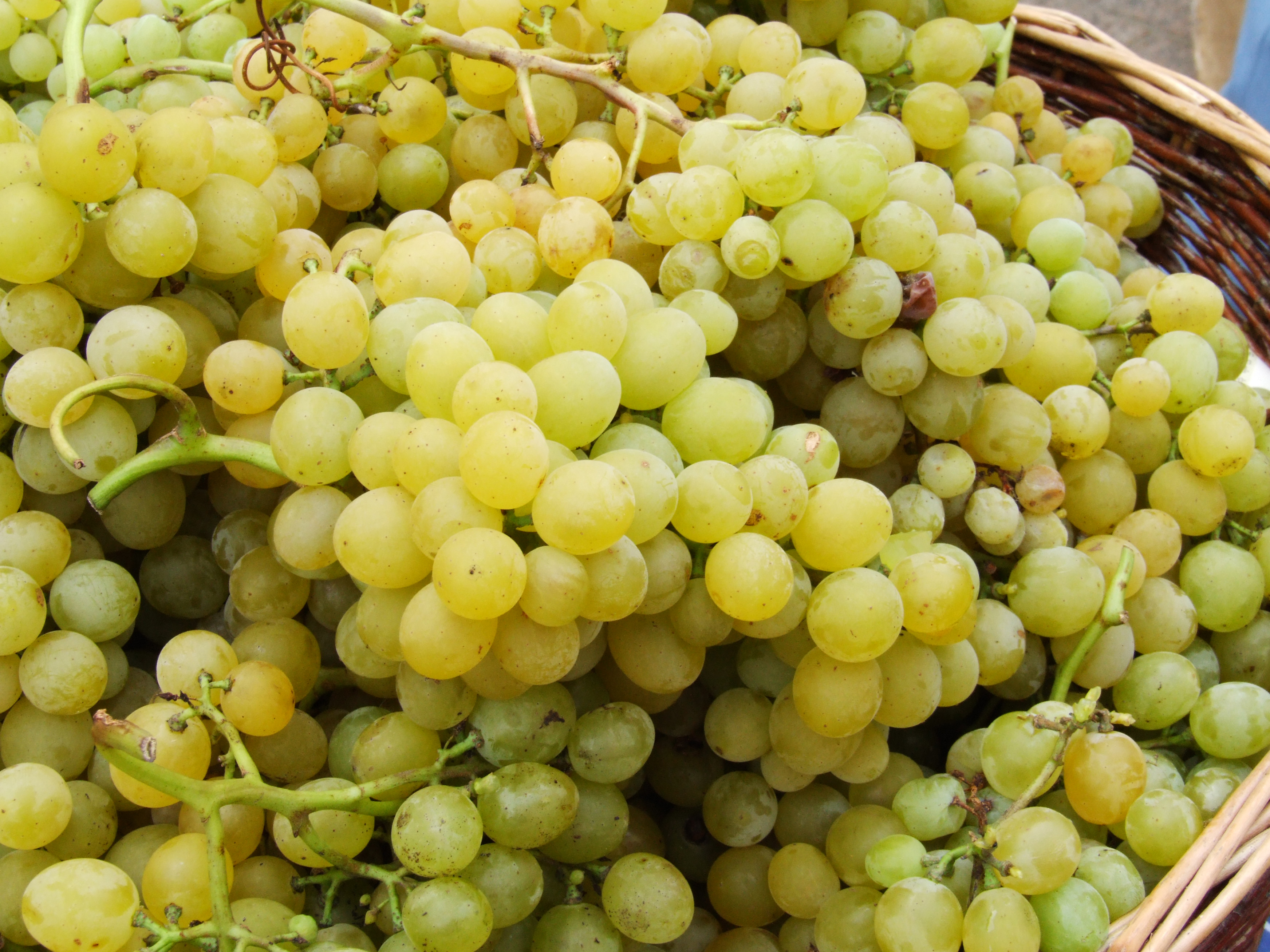
Uva Itália

Uva Itália é uma variedade de uva de mesa (considerada uva fina), de origem italiana e aclimatada no Brasil. Seus cachos são formados por bagos grandes e carnudos com sementes, de diferentes colorações conforme suas variedades. No Brasil, a uva Itália foi produzida comercialmente pelo agricultor Sussumo Ussui. A primeira cidade a produzir a Uva Itália no país foi Ferraz de Vasconcelos, na Grande São Paulo. O maior produtor de uva itália no Brasil é o pólo Petrolina-Juazeiro, corresponde a cerca de 90% do consumo doméstico.

## Histórico
Ferraz de Vasconcelos, primeira cidade a produzir Uva Itália no Brasil (de acordo com o livro "A História de Ferraz de Vasconcelos" de autoria de Nelson Albissú), é ainda hoje conhecida como "terra da Uva Itália", embora já não produza uvas em escala comercial. A fruta foi trazida para o Brasil de navio, por volta da década de 1930, pelo engenheiro agrônomo Luciano Poletti. O agrônomo tentou, durante vários meses, implantar a Uva Itália em terras do município de Ferraz de Vasconcelos, porém, não obteve sucesso. 
Foi Sussumo Ussui, um ex-funcionário seu, quem conseguiu obter sucesso no plantio da uva. Sussumo, quando deixava de trabalhar para Luciano Poletti, pediu ao então patrão para que lhe doasse as mudas de Uva Itália que ele havia trazido da Itália e recebeu as mudas como presente. Após 15 anos de tentativas, Sussumo conseguiu produzir a Uva Itália e foi o dono da primeira plantação comercial da fruta no Brasil.
Além de ter um potencial antioxidante elevado.

## Festa da Uva Itália
Em 1958, produtores de Uva Itália de Ferraz de Vasconcelos expuseram sua produção na Festa da Uva realizada na cidade de Jundiaí (SP). Das 12 premiações, conquistaram 11. O feito atraiu vários engenheiros agrônomos a Ferraz.
Eufóricos com o reconhecimento, produtores discutem a realização da festa na cidade. Em 14 de fevereiro de 1962 acontece a 1ª Festa da Uva Fina em Ferraz de Vasconcelos (1ª Feufi-FV). O então locutor e relações públicas do evento, Geraldo Nascimento conta que a cidade ficou conhecida internacionalmente. Em 1963, informa, "a divulgação da festa foi tão grande que, iniciada às 14h, já às 14:30h, não havia mais uvas. Cerca de 25 toneladas".
O então governador de São Paulo, Adhemar de Barros e a esposa Leonor também visitaram o evento. Além de comparecer à festa, o governador esteve no campo experimental de fruticultura do agrônomo italiano, Luciano Poletti.